# Schlacht am Veitsberg

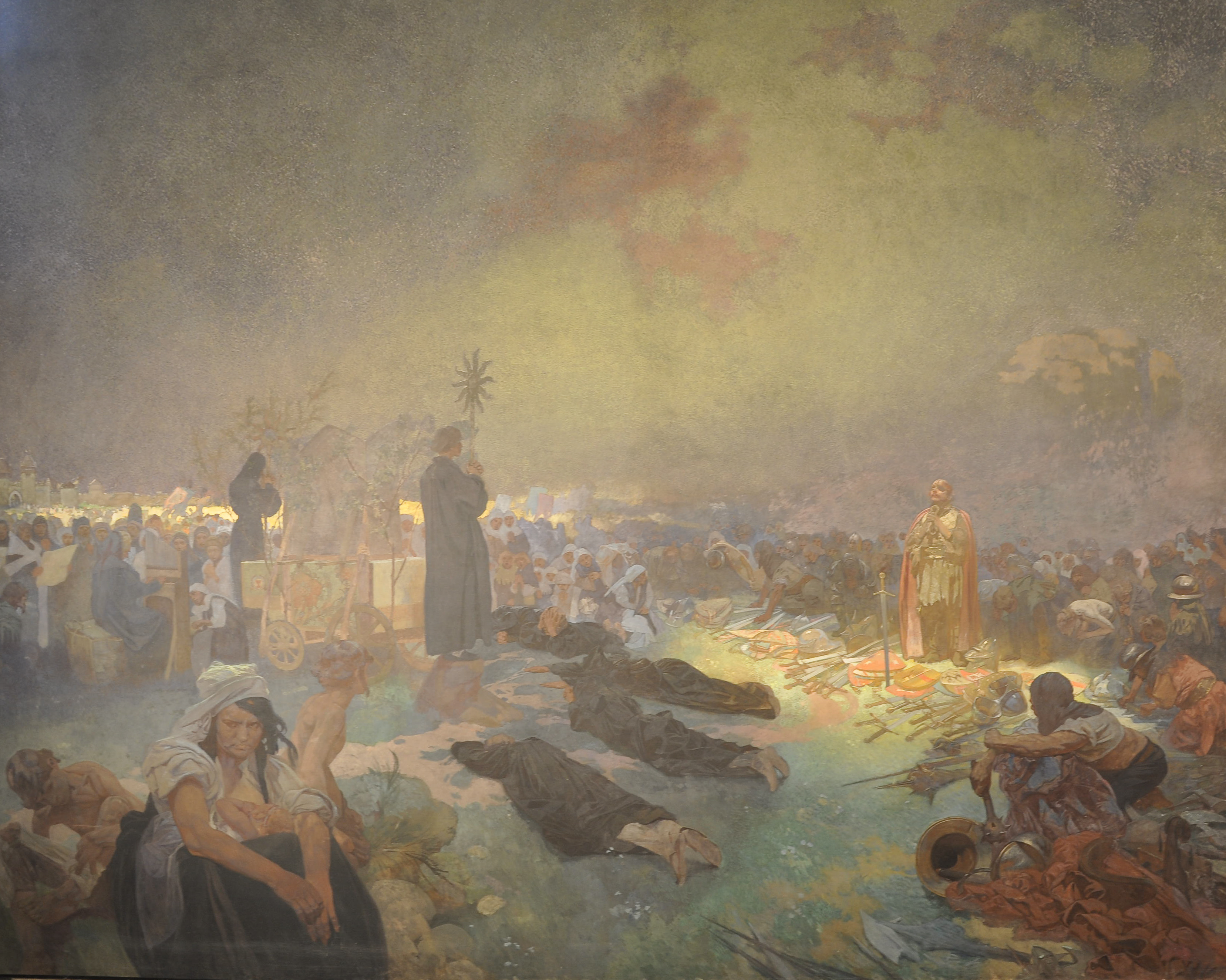
Nach der Schlacht am Veitsberg (1916), aus dem Slawischen Epos von Alfons Mucha

In der Schlacht am Veitsberg am 14. Juli 1420 erlitten die katholischen Kreuzzügler die erste schwere Niederlage gegen die Hussiten unter der Führung von Jan Žižka. Der Veitsberg (Vítkov) liegt am Rand der Stadt Prag (heute im Stadtgebiet), die Kämpfe wurden in einem Weinberg ausgetragen, den Kaiser Karl IV., der Vater des böhmischen Königs Sigismund, hatte anlegen lassen.

## Aufruf zum Kreuzzug
Spätestens ab dem 10. Februar 1420 kam König Sigismund nach mehreren geheimen Verhandlungen mit dem päpstlichen Nuntius und Vertretern des Breslauer Reichstages zu dem Entschluss, dass ein Kreuzzug gegen die Hussiten unumgänglich sei. Am 1. März proklamierte Papst Martin V. in Florenz auf Bitte Sigismunds mit der Bulle Omnium plasmatoris domini einen Kreuzzug gegen hussitische, wyclifsche und andere „Ketzer“. Am 15. März befahl Sigismund in Breslau die Hinrichtung von Jan Krása, einem Hussiten und Anführer des Breslauer Aufstandes von 1418. Zwei Tage darauf verkündete der Nuntius und päpstliche Legat Ferdinand de Palacios (Ferdinand von Lucca) in Breslau feierlich die Hinrichtung.

## Reaktionen auf die Proklamation des Kreuzzugs, erste Kämpfe
Diese Nachricht schlug in Prag wie ein Blitz ein. Auch die Utraquisten wussten nun, dass sie keinen Kompromiss mit Sigismund erreichen würden und schlossen sich mit den Taboriten zur Verteidigung zusammen. Reiche deutsche und katholische Adelige zogen mit ihrem Vermögen auf umliegende Burgen um, ärmere Katholiken flohen. Gleichzeitig begannen die Hussiten, die Gräben zur Verteidigung der Prager Neustadt und von Vyšehrad zu vertiefen. Bei Sudoměř in Südböhmen kam es am 25. März zur ersten wirklichen Schlacht der Hussitenkriege. 400 Taboriten unter Jan Zizka widerstanden einem Angriff von rund 2000 kaiserlich-katholischen Reitern. Die Schlacht bei Sudoměř begründete den Ruf der Unbesiegbarkeit Zizkas und gab den Anlass zur Entwicklung der Taktik der Wagenburg.
Die katholische Armee sammelte sich bei Schweidnitz in Schlesien. Am 4. April vernichteten taboritische Truppen bei Mladá Vožice katholische Truppen. Am 7. April eroberten Taboriten unter Nikolaus von Hus Sedlice, anschließend Písek, die Burg Rabi bei Schüttenhofen, Strakonitz und Prachatitz. Grund der Belagerung und Erstürmung der Burg Rabi war die Unterstützung, die Jan von Ryzmburk König Sigismund leistete. Rabi wurde geplündert, und Žižka ließ sieben Mönche, die sich auf der Burg versteckt hatten, auf dem Scheiterhaufen verbrennen.
Auch die Klöster Mühlhausen, Nepomuk und Goldenkron werden von Taboriten zerstört. Um dieselbe Zeit, Anfang April, übernahmen die Kalixtiner in Prag die Macht. Die Ankunft ihres Befehlshabers Vinzenz von Wartenbergs in Prag, der am 17. April 1420 durch eine List den Hradschin einnahm und den katholischen Prälaten und Flüchtlinge verjagte, verstärkte den Widerstandswillen der Hussiten weiter. Am 13. Mai wurde das Benediktinerkloster Postelberg mit seiner Bibliothek niedergebrannt.

## Ende April/Mai 1420: Das Kreuzzugsheer in Böhmen
Ende April überschritten die Kreuzzugtruppen die böhmische Grenze. Bereits am 3. Mai kapitulierte Königgrätz unter der Führung des Ambrož Hradecký. Am 7. Mai kreiste Vinzenz von Wartenberg – bis dahin ein Kommandeur der Kalixtiner (Utraquisten) – den Hradschin ein, tschechische und deutsche Söldner besetzten ihn am selben Tag. In der tschechischen Geschichtsschreibung gilt das Verhalten Wartenbergs als Verrat. Die Hussiten steckten daraufhin, um die Versorgung der Königlichen zu verhindern, die Prager Kleinseite in Brand. Die Königlichen wurden anschließend durch weitere 364 Adlige, Ritter und Städte verstärkt, die den Pragern den Krieg erklärten. Die Bedingungen für eine Kapitulation, die zwischen Vertretern beider Parteien in Kuttenberg ausgehandelt wurden, betrachteten die Hussiten als nicht akzeptabel. Sie beschlossen daher, die Landbevölkerung um Hilfe bei der Verteidigung Prags zu rufen.

## Kämpfe bei Beneschau in Mittelböhmen

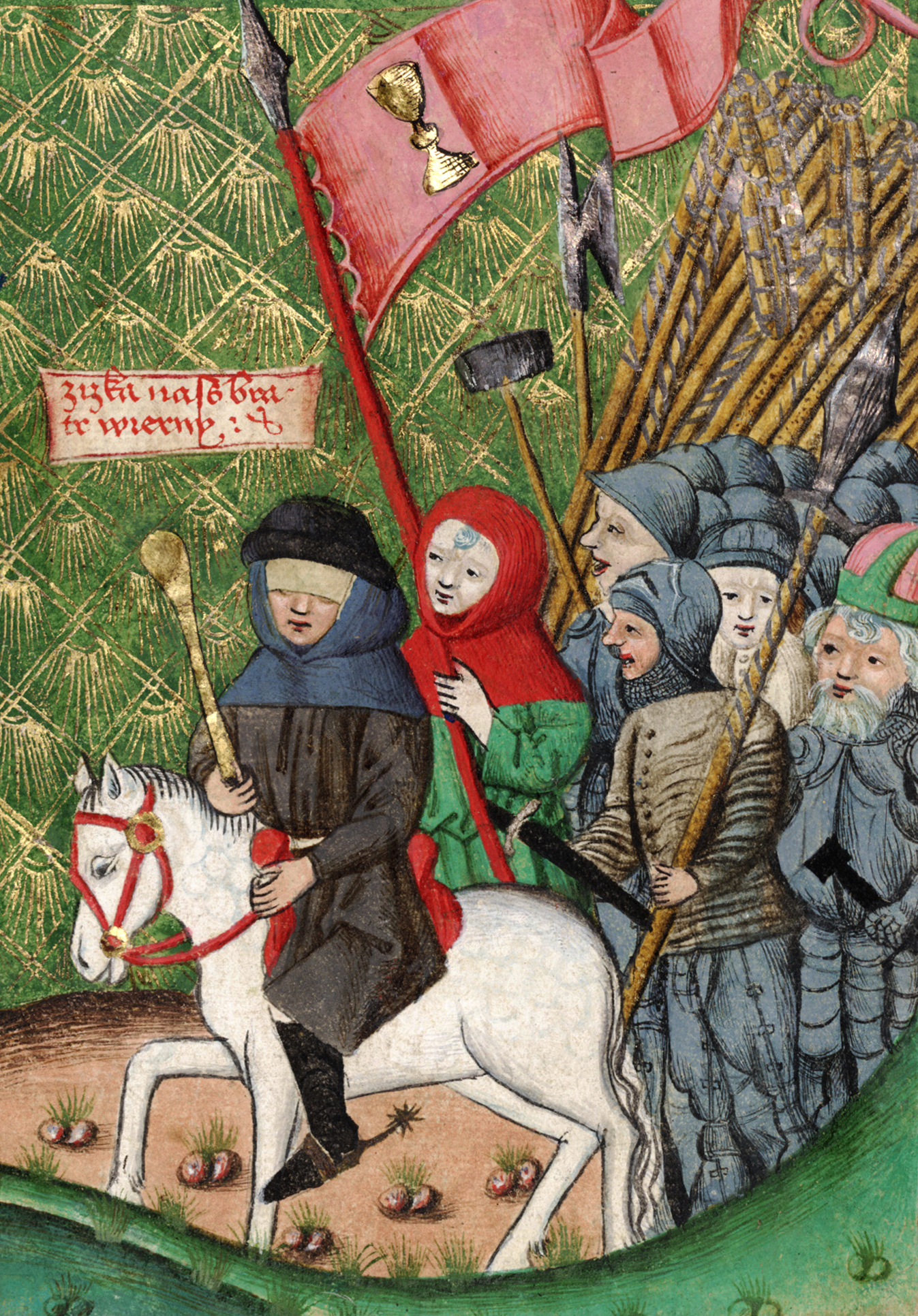
Jan Žižka führt die Hussiten, Jenaer Kodex

Der Hilferuf erreichte die Taboriten erst am frühen Morgen des 17. Mai. Bereits am Tag darauf zog eine Kampfgruppe Richtung Prag. Eine erste Begegnung mit dem Feind fand bei Beneschau statt. Peter von Sternberg schlug mit seinen Mitstreitern nach einem Umgehungsmanöver 400 der Königstreuen, die versucht hatten, die Stadt gegen die Taboriten zu verteidigen. Nach der Schlacht wurden die katholischen Truppen vernichtet und Beneschau niedergebrannt.
Inzwischen kamen den Hussiten ungarische Reiter aus Kuttenberg in Ostböhmen entgegen. Als die Hauptmänner der Taboriten, die in Porschitz an der Sasau (tschechisch: Poříčí nad Sázavou) unweit von Beneschau lagerten, davon erfuhren, gaben sie den Befehl zum Aufbruch und errichteten an einem strategisch günstigeren Punkt eine Wagenburg. Trotz der einbrechenden Dunkelheit griffen die Katholiken unter Janek von Chtenic und Philippo Scolari am Abend des 20. Mai an, es kam in der Nähe des Ortes, rund 45 Kilometer südöstlich von Prag, zu einer blutigen Schlacht. Die über zweitausend Reiter wurden von Hussiten unter Führung von Jan Žižka in die Flucht geschlagen.

## Die Taboriten erreichen Prag, weitere Kämpfe
Während des weiteren Zuges nach Prag kam es zu keinen Kämpfen mehr, und am 20. Mai 1420 (andere Quelle: 22. Mai) erreichten die Hussiten die Stadt. In den folgenden Tagen wurden sie durch Truppen aus Saaz, Laun und Schlan verstärkt. Jan Žižka zerstörte den Tross der Kaiserlichen, der den Nachschub für die Besatzungen auf den Prager Burgen Hradschin und Vyšehrad sichern sollte. Unterdessen eroberten ungarische Reiter der Kreuzzugsarmee die von Hussiten verlassenen Städte Schlan, Laun und Melnik. Wieder folgten Morde, Vergewaltigungen und Brandschatzungen.

## Juni: Beginn der Belagerung Prags
Am 12. Juni zog Sigismund von Breslau nach Břevnov bei Prag (heute ein Stadtteil von Prag). Er errichtete hier seinen Befehlsstand und sein Hauptlager und lockte die Hussiten durch einen Scheinangriff aus ihrer Burg. Eine Quelle benennt den 12. Juni als Beginn der Belagerung der Stadt Prag, andere Quellen nennen den 29. Juni, den Tag, an dem Sigismund auf dem Hradschin einzog. Nach Angaben von Chronisten zählten die Kreuzzügler 100.000 bis 200.000 Soldaten, moderne Historiker gehen von 50.000 bis 100.000 aus.
Wenig vorher hatte auch der erst 17-jährige Ulrich II. von Rosenberg Sigismund seine Dienste angeboten. Ulrich war im Sinne der Hussiten erzogen worden, setzte sich nun aber angesichts der Grausamkeiten der Taboriten wie sein Vormund Vinzenz von Wartenberg für die katholische Seite ein, indem er zusammen mit Herzog Albrecht von Österreich und Herzog Ernst von Bayern ab dem 23. Juni Alttabor (tschech. Ústí, später Sezimovo Ústí) belagerte. Als die Taboriten davon erfuhren, kamen 350 Hussiten unter Führung von Nikolaus von Hus der belagerten Stadt zur Hilfe. Am 30. Juni kam es zum Gegenangriff, Albrecht und die Rosenberger erlitten eine Niederlage und zogen ab, ihre Soldaten, soweit sie nicht fliehen konnten, wurden niedergemetzelt. Die Hussiten zogen sich anschließend auf die Burg zurück. Ernst setzte die Belagerung fort und eroberte Alttabor am 9. Juli, die gesamte Besatzung der Stadt wurde erschlagen oder verbrannt.

## Vor der Schlacht
Ende Juni bezogen die Kreuzritter die Aufstellung zum Angriff. Ihre Lager zogen sich von der Prager Burg bis zum Dorf Bubny (am heutigen Strossmayer-Platz in Prag). Es war die größte Interventionsarmee, die Böhmen bis dahin besetzt hatte. Ihnen standen 9000 (nach anderen Quellen: 12000) Verteidiger der Stadt Prag gegenüber. Allerdings war Prag gut mit Vorräten versorgt und konnte somit einer langen Belagerung standhalten. Aus der Aufstellung von Sigismunds Armee war ersichtlich, dass ihr Hauptangriff über die Spitalfelder (heute Stadtteil Karlín) geführt werden sollte. Jan Žižka hatte inzwischen auf dem Veitsberg zwei Bastionen bauen lassen, die eine offene Flanke schützten, über die die Prager weiter versorgt werden konnten. (Laut englischer Wikipedia, etwas gekürzt: Einer der wichtigsten Punkte in den Befestigungen der Stadt war der Veitsberg, die dortigen Befestigungen aus Baumstämmen, verstärkt durch eine Mauer und Gräben, sicherten die Nachschublinien der Kreuzzügler (sic!). Im südlichen Teil des Hügels stand ein Turm, die nördliche Flanke wurde von einem steilen Felsen geschützt. Die Besatzung dieser Befestigungen bestand nur aus rund 30 bis 60 Personen.)
Am 4. Juli verlieh eine „Synode“ in Prag dem radikalen Priester Jan Želivský die absolute Macht. Vor der Schlacht ließ der päpstliche Legat Ferdinand von Lucca nochmals die Vier Prager Artikel untersuchen, deren Annahme die Hussiten zur Bedingung der Aufgabe machten. Der Legat verwarf die Artikel jedoch und forderte die nahezu bedingungslose Unterwerfung.

## Die Schlacht
Dies verweigerten die Prager und nahmen lieber den ungleichen Kampf auf. Wegen der erwähnten Befestigungen war Sigismund gezwungen, zunächst den Veitsberg (Vítkov) einzunehmen. Am 13. Juli überschritt die katholische Reiterei die Moldau und begann ihren Angriff. Am 14. Juli griff die hussitische Entlastungstruppe unter Jan Žižka die Kreuzzügler mit Erfolg an. Die meisten von Žižkas Soldaten kämpften mit Dreschflegeln und Gewehren. Nach heftigem Kampf siegten sie, die Kreuzzügler verloren 300 Ritter. Nach einer anderen Quelle zogen an diesem Tag 30.000 Kreuzritter gegen die erwähnten Befestigungen, die von weniger als einhundert Personen auf der Burg, darunter Žižka, verteidigt wurden. Zu einem kritischen Zeitpunkt, als Sigismunds Soldaten bereits in die Bastionen eindrangen, seien ihnen Bauern, bewaffnet mit Dreschflegeln, und 50 Schützen zu Hilfe gekommen. Das Kampfgeschrei habe den Widerstand der Hussiten so gestärkt, dass die Kreuzritter nach kurzer Zeit zum chaotischen Rückzug gezwungen worden seien. Innerhalb einer Stunde sei die Schlacht entschieden worden.

## Nach der Schlacht

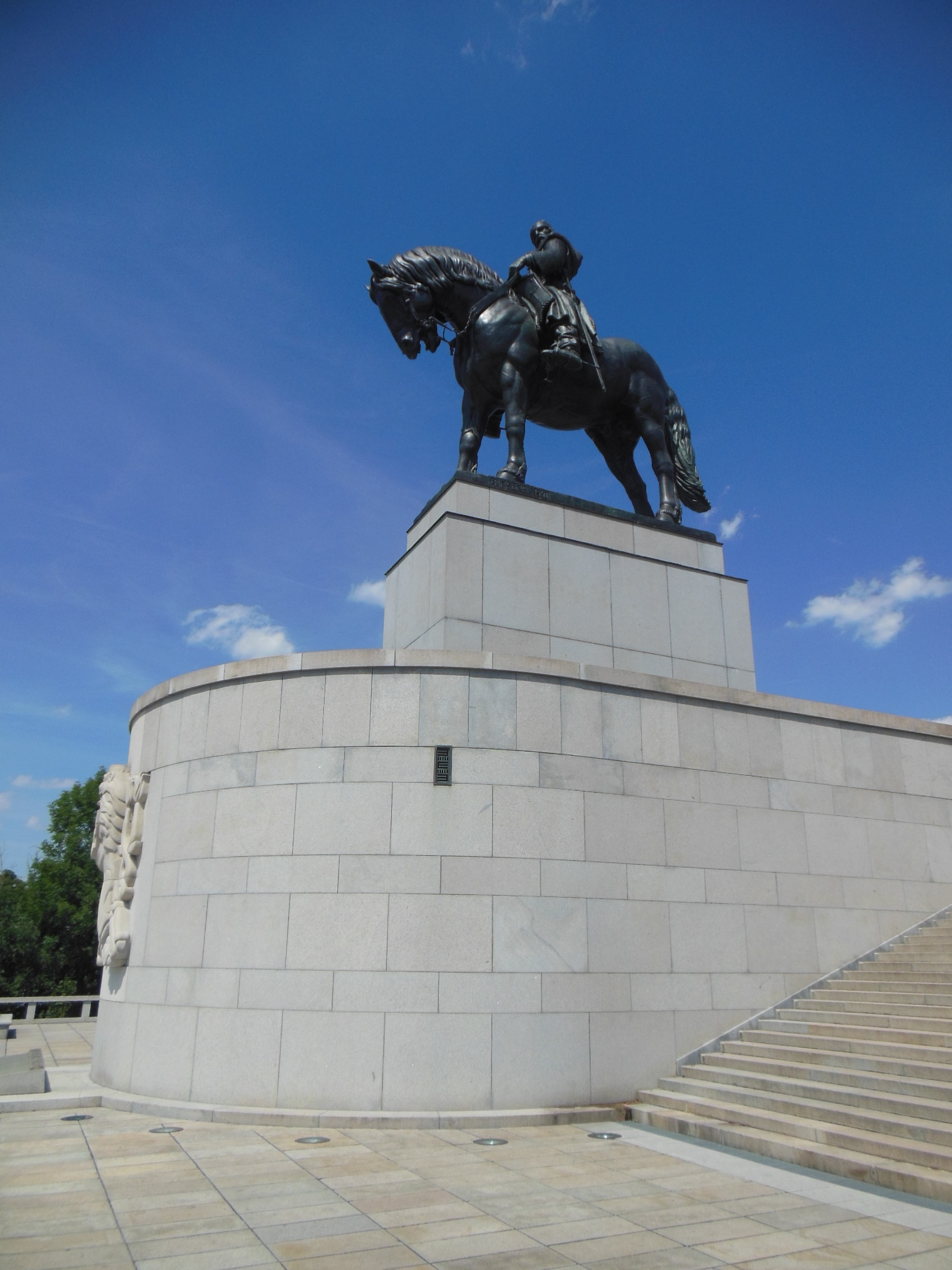
Reiterstatue Jan Žižkas auf dem Veitsberg

Fünf Tage nach diesem Kampf brach im Lager der Kreuzritter ein Feuer aus, dem vor allem Zelte mit Vorräten zum Opfer fielen. Die Schlacht war eher ein politischer als ein militärischer Erfolg, Sigismund musste neue Verhandlungen über die vier Artikel aufnehmen. Angesichts der schwankenden Haltung seiner Verbündeten ließ Sigismund sich am 28. Juli im Prager Veitsdom – also auf dem Hradschin – zum König von Böhmen krönen, was die Hussiten nicht verhindern konnten. Am 30. Juli zog das Kreuzheer ab.
Wegen der Schlacht wurde der Veitsberg im Tschechischen umbenannt, er heißt seitdem nicht mehr Vítkov, sondern Žižkov nach Jan Žižka, und so heißt auch der dort heute gelegene Prager Stadtteil. Auf dem Hügel steht heute das Nationaldenkmal mit einer neun Meter hohen bronzenen Reiterstatue, im Jahr 2003 versuchten Gemeindevertreter, den Weinberg, in dem die Schlacht stattfand, wieder anlegen zu lassen.
Siehe auch Liste von Schlachten

## Literarische Darstellung
- Alois Jirásek: Wider alle Welt. Roman (= Slavische Romanbibliothek. 13, ZDB-ID 2195432-X). Aus dem Böhmischen übersetzt von Joža Höcker. 2 Bände. J. Otto, Prag 1911, (Wieder: Aufbau, Berlin 1956. Aus dem Tschechischen übersetzt von Josef Zivný und Egon Jiřiček. Original: Proti Všem.).

Koordinaten: 50° 5′ 19,4″ N, 14° 26′ 59,9″ O